# Suevita
Les suevites són bretxes formades per fragments angulosos de roques i inclusions de vidre de mida petita. Són roques associades a cràters d'impactes meteorítics. Presenten coloracions grisoses a groguenques i presenten textures típiques de metamorfisme d'impacte. El seu aspecte és molt semblant al d'algunes bretxes tufàcies o tufs pumicítics. El seu nom prové de Suèvia, a la conca de Ries Kessel (Alemanya); el nom va ser suggerit per Adolf Sauer l'any 1901.
Les teories més acceptades i difoses sostenen que les suevites es formen al voltant dels cràters d'impacte mitjançant la sinterització [sic.] de fragments fosos juntament amb fragments de la roca regional sense fondre.

## Localització
Les suevites són una de les roques diagnòstiques per a identificar estructures formades a conseqüència de grans impactes; com a tals, han estat descrites en moltes d'aquestes estructures a la Terra:
- Nördlinger Ries[4][5]
- Conca de Sudbury
- Cràter de Popigai
- Cràter de Chicxulub[6]
- Cràter de Kara
- Estructura d'impacte d'Azuara

## Galeria

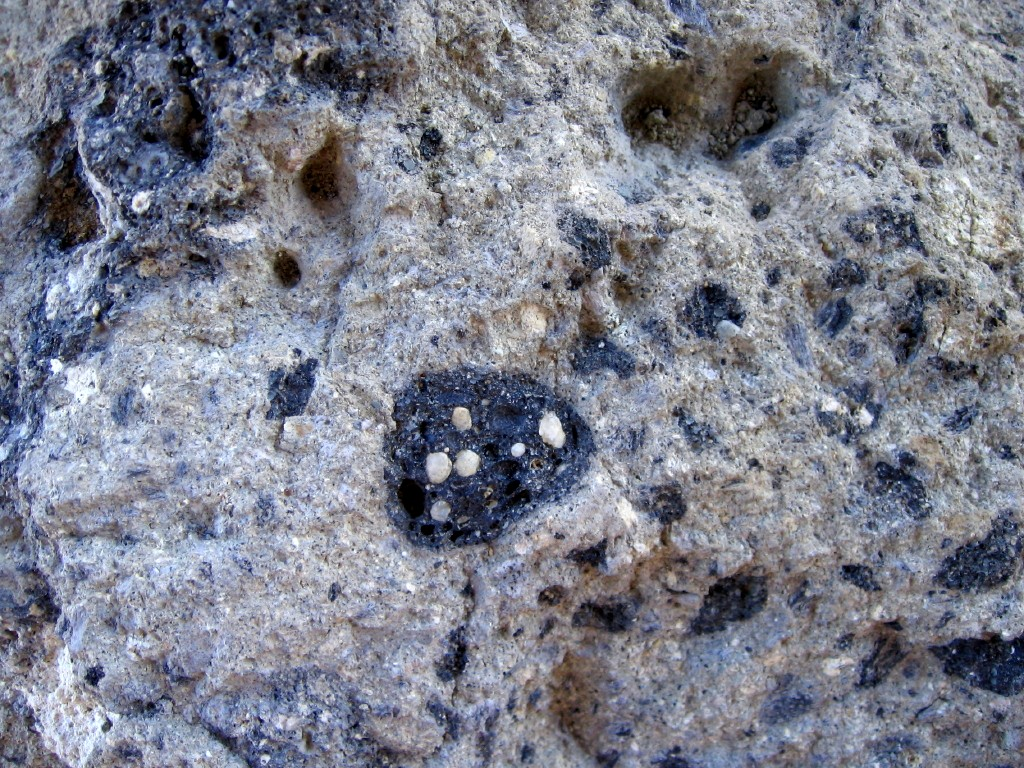
Suevita del cràter Ries. Presenta vidre fos (negre) i fragments de sediemnt (clar) en una matriu fina (gris).
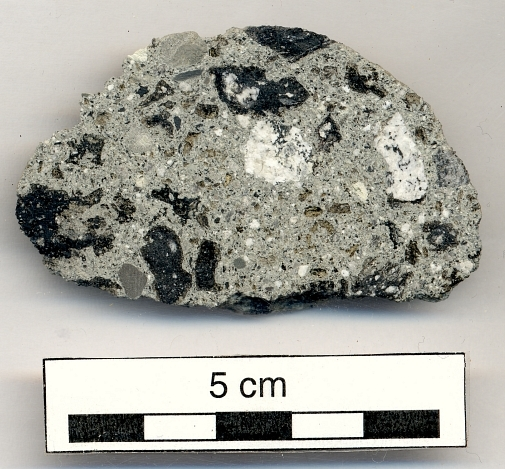
Suevita procedent d'un cràter d'impacte a Belarús.
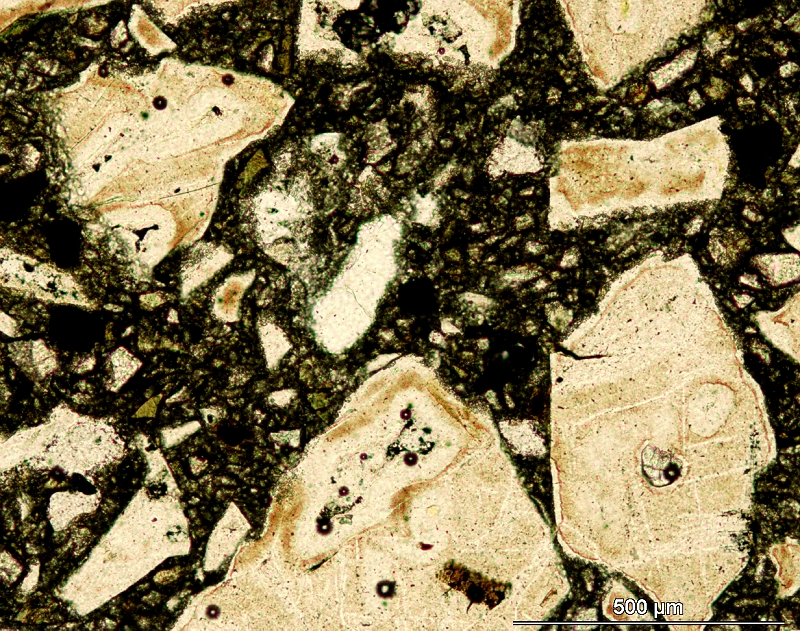
Textura d'una suevita vista amb microscopi petrogràfic. Procedent del Quebec, Canadà.